# Samfundstjeneste
Samfundstjeneste er en straf, hvor den dømte som erstatning for den traditionelle fængselsstraf skal udføre samfundsnyttigt ulønnet arbejde i sin fritid i et antal timer. 
Samfundstjeneste idømmes ofte i sager som spirituskørsel, berigelseskriminalitet og lettere personfarlig kriminalitet, hvor retten finder, at en betinget straf er utilstrækkelig eller fængselsstraf uhensigtsmæssig. Samfundstjeneste kan erstatte fængselsstraf i op til ca. 1 år. Der kan også være tale om at en dømt løslades tidligere mod at udføre samfundstjeneste.
Filosofien bag er, at den dømte 'betaler tilbage' til samfundet, og at det for samfundet er mere konstruktivt at den dømte udfører et stykke arbejde frem for at sidde i fængslet. 
Arbejdet, den dømte skal udføre kan f.eks. finde sted i institutioner, sportsklubber, kirker eller foreninger. Omfanget er mindst 30 og højst 300 timer. Idet samfundstjenesten udføres i fritiden kan den dømte fortsætte med sit normale liv. Kriminalforsorgen fører dog tilsyn med den dømte. I tilfælde hvor den dømte ikke overholder aftalen om samfundstjeneste bliver vedkommende indberettet og skal derefter afsone straffen.
I Danmark blev samfundstjeneste indført i Straffeloven i 1992 efter flere års forsøg. Antallet af personer der idømtes samfundstjeneste har været støt stigende, og i dag idømmes ca. 4.000 kriminelle årligt samfundstjeneste. I Storbritannien indførtes ordningen allerede i 1973. Den findes også i resten af Norden samt Tyskland.